# Shawinigan Cataractes
Cataractes de Shawinigan – juniorska drużyna hokejowa grająca w LHJMQ w konferencji zachodniej. Drużyna ma swoją siedzibę w Shawinigan w Kanadzie.
- Rok założenia: 1969–1970
- Barwy: błękitno-zielono-biało-bordowe
- Trener: Eric Veilleux
- Manager: Jacques Blouin
- Hala: Arena Jacques Plante

## Osiągnięcia
- Memorial Cup: 2012
- Trophée Jean Rougeau: 1985, 2001